# Джонс, Джеймс Эрл
Джеймс Эрл Джонс (англ. James Earl Jones; 17 января 1931, Аркабутла, Миссисипи, США — 9 сентября 2024, Поулинг, Нью-Йорк, США) — американский актёр. Наиболее известен по голосу Дарта Вейдера в серии фильмов «Звёздные войны». Лауреат почётной премии «Оскар» за выдающиеся заслуги в кинематографе (2011).

## Биография
Джеймс Эрл Джонс родился в Аркабутле в штате Миссисипи. В возрасте пяти лет переехал к родителям матери на ферму в Джэксоне (штат Мичиган). Однако у него начало развиваться заикание. Болезнь настолько усилилась, что в течение восьми лет он не мог разговаривать и был почти немым.
Он поступил в колледж, где учитель Дональд Круч обнаружил у Джеймса поэтический талант. Круч заставил его каждый день прочитывать поэму перед классом и учил его выступать публично, надеясь, что это придаст Джеймсу уверенности в себе. Джеймс стал брать уроки актёрского мастерства, после чего в течение более чем 40 лет играл ведущие роли во многих кинофильмах, начиная с классики режиссёра Стэнли Кубрика «Доктор Стрейнджлав, или Как я перестал бояться и полюбил бомбу» (1964). Наиболее известен в роли Дарта Вейдера (голос) в киноэпопее «Звёздные войны» (1977—2016), а также по роли Тулсы Дума, которую он сыграл в фильме «Конан-варвар» (1982). Несколько раз появлялся в «Симпсонах», а также озвучивал Муфасу в мультфильме «Король Лев» (1994). Возвратился как голос Дарта Вейдера в фильме «Звёздные войны. Эпизод III: Месть ситхов» (2005), мультсериале «Звёздные войны: Повстанцы» (2014—2018) и фильме «Изгой-один. Звездные войны: Истории» (2016).
В 1980-х у Джонса были главные роли в фильмах «Свой в доску» с К. Томасом Хауэллом (1986), «Аллан Куотермейн и потерянный город золота» с Ричардом Чемберленом (1987), «Мэтуон» с Крисом Купером (1987), «Поездка в Америку» с Эдди Мерфи (1988) и «Поле его мечты» с Кевином Костнером (1989). В 1990 году Джонс впервые получил роль адмирала Джеймса Грира в боевике-триллере «Охота за "Красным Октябрем"», снятого по мотивам одноименного романа Тома Клэнси. Он снова исполнил эту роль в фильмах «Игры патриотов» (1992) и «Прямая и явная угроза» (1994), в обоих фильмах он снялся вместе с Харрисоном Фордом, который также снимался в первых трёх частях франшизы «Звёздных войн».
12 ноября 2011 года Джеймс Эрл Джонс получил почётный «Оскар» «за вклад в развитие киноискусства».
В марте 1982 года он женился на актрисе Сесилии Харт, у пары родился сын Флинн Эрл Джонс.

### Ранняя жизнь
Джеймс Эрл Джонс родился в Аркабутле, штат Миссисипи, 17 января 1931 года в семье учительницы и горничной Рут (урождённой Коннолли) (1911—1986), и  боксера, дворецкого и шофёра Роберта Эрла Джонса (1910—2006). Его отец ушёл из семьи вскоре после рождения Джеймса Эрла и позже стал актёром театра и кино в Нью-Йорке и Голливуде. Джонс и его отец не знали друг друга до 1950-х годов, когда при встрече они заново помирились. В интервью он сказал, что его родители были смешанного афроамериканского, ирландского и индейского происхождения.
С пятилетнего возраста Джонс воспитывался бабушкой и дедушкой по материнской линии, Джоном Генри и Мэгги Коннолли, на их ферме в Джэксоне, штат Мичиган; они переехали из Миссисипи во время Великого переселения народов. Джонс отмечал впоследствии жизнь с бабушкой и дедушкой в Мичигане как весьма травмирующую, и у него развилось настолько сильное заикание, что он отказывался говорить. До средней школы у него оставался этот недуг, пока его учитель по английскому языку Дональд Крауч не разглядел в нём талант к писательству и призвал его бросить вызов своему нежеланию говорить, читая стихи вслух классу.
Джонс получил образование в старшей школе Браунинга для мальчиков и окончил в 1949 году Сельскую сельскохозяйственную школу Диксона (ныне Средняя школа Бретрен) в Бретрене, штат Мичиган. Он учился в Мичиганском университете, где изначально изучал медицину. Он присоединился к Учебному корпусу офицеров запаса. Во время учёбы Джонс обнаружил, что он не создан для того, чтобы стать врачом. Вместо этого он присоединился к драмкружку в Школе музыки, театра и танца Мичиганского университета, думая о том, чтобы заниматься чем-то, что ему нравится, до того, как, как он предполагал, ему придётся отправиться воевать на Корейскую войну. После четырёх лет обучения в колледже Джонс окончил университет в 1955 году.

## Смерть и дань уважения
Джеймс Эрл Джонс умер у себя дома в Поулинге, штат Нью-Йорк, 9 сентября 2024 года, в возрасте 93 лет.
В своём заявлении,новостная телесеть CNN заявила,что Джонс «был голосом CNN и нашего бренда на протяжении многих десятилетий,уникальным образом передавая через свою речь мгновенный авторитет, изящество и приличие.Этот замечательный голос — лишь одна из многих вещей, которых миру будет не хватать в Джеймсе». Родной университет Джонса, Мичиганский университет, отдал ему дань уважения, опубликовав видео «We Are Michigan» в Твиттере. Организации NAACP, SAG-AFTRA, The Public Theater и MLB, также отдали дань уважения Джонсу. Эмпайр-стейт-билдинг в Нью-Йорке, осветили проекцией культового злодея Джонса, Дарта Вейдера из «Звёздных войн».
Президент США, Джо Байден, похвалил творчество Джонса: «Через культовых персонажей, кино, сцену, рекламу, радио и многое другое, его голос нёс чувство изящества и достоинства, которое вызывало уважение и требовало, чтобы его услышали. Его роли заставляли нас останавливаться, оставались с нами и вдохновляли нас размышлять обо всем: от расы и власти, добра и зла, до нашего места в мире».
Вице-президент США, Камала Харрис, также похвалила творчество Джонса: «Он использовал свой голос, чтобы бросить вызов взглядам Америки на гражданские права и расу, и он продолжал двигать нашу нацию вперёд, посредством своего искусства». Бывший президент США, Билл Клинтон, выступил с заявлением, в котором назвал Джонса «блестящим актёром, воплотившим в жизнь некоторые из самых знаковых персонажей». Актёр Дензел Вашингтон, отдал дань уважения Джонсу, назвав его своим «героем», добавив: «Я не собирался быть таким же большим, как он. Я хотел звучать как он. Он был для меня всем, как для начинающего актёра. Он был тем, кем я хотел быть».
Многие представители индустрии развлечений также отдали дань уважения Джонсу, в том числе, Узо Адуба, ЛеВар Бертон, Алек Болдуин, Даниэль Брукс, Керри Вашингтон, Кортни Б. Вэнс, Вупи Голдберг, Дэнни Де Вито, Барри Дженкинс, Колман Доминго, Розарио Доусон, Виола Дэвис, Ава ДюВерней, Кевин Костнер, Спайк Ли, Джеффри Райт, Шерил Ли Ральф, ДаВайн Джой Рэндольф, Октавия Спенсер, Джордж Такей, Джейми Фокс, Марк Хэмилл, Арнольд Шварценеггер, Уильям Шетнер, генеральный директор Disney Боб Айгер, президент и основатель Lucasfilm, Кэтлин Кеннеди и Джордж Лукас соответственно.

## Фильмография

### Кино
| Год  | Название на русском                                            | Оригинальное название                                                | Роль                  | Примечания                  |
| ---- | -------------------------------------------------------------- | -------------------------------------------------------------------- | --------------------- | --------------------------- |
| 1964 | Доктор Стрейнджлав, или Как я перестал бояться и полюбил бомбу | Dr. Strangelove or: How I Learned to Stop Worrying and Love the Bomb | лейтенант Лотар Зогг  |                             |
| 1967 | Комедианты                                                     | The Comedians                                                        | доктор Мажио          |                             |
| 1970 | Конец дороги                                                   | End of the Road                                                      | доктор Ди             |                             |
| 1970 | Большая белая надежда                                          | The Great White Hope                                                 | Джек Джефферсон       |                             |
| 1972 | Человек                                                        | The Man                                                              | Дугласс Дилман        |                             |
| 1974 | Клодин                                                         | Claudine                                                             | Руп                   |                             |
| 1975 | Смертоносный герой                                             | Deadly Hero                                                          | Кролик                |                             |
| 1976 | —                                                              | The River Niger                                                      | Джонни Уильямс        |                             |
| 1976 | Странствующие звезды Бинго Лонга и мото-короли                 | The Bingo Long Traveling All-Stars & Motor Kings                     | Леон Картер           |                             |
| 1976 | Головорез                                                      | Swashbuckler                                                         | Ник Дебретт           |                             |
| 1977 | Величайший                                                     | The Greatest                                                         | Малкольм Икс          |                             |
| 1977 | Звёздные войны. Эпизод IV: Новая надежда                       | Star Wars                                                            | Дарт Вейдер           | озвучка                     |
| 1977 | Изгоняющий дьявола 2                                           | Exorcist II: The Heretic                                             | Кокумо                |                             |
| 1977 | Последний ремейк Красавчика Жеста                              | The Last Remake of Beau Geste                                        | шейх                  |                             |
| 1977 | Обойма драйва                                                  | A Piece of the Action                                                | Джошуа Берк           |                             |
| 1980 | Звёздные войны. Эпизод V: Империя наносит ответный удар        | Star Wars: Episode V — The Empire Strikes Back                       | Дарт Вейдер           | озвучка; не указан в титрах |
| 1981 | Творение                                                       | The Creation                                                         | рассказчик            | короткометражный мультфильм |
| 1981 | Меч Бусидо                                                     | The Bushido Blade                                                    | заключённый           |                             |
| 1981 | Красавица и чудовище                                           | Beauty and the Beast                                                 | рассказчик            | короткометражный мультфильм |
| 1982 | Конан-варвар                                                   | Conan the Barbarian                                                  | Тулса Дум             |                             |
| 1982 | Полёт драконов                                                 | The Flight of Dragons                                                | Оммадон               | мультфильм; озвучка         |
| 1982 | Кровавый прилив                                                | Blood Tide                                                           | Фрай                  |                             |
| 1983 | Звёздные войны. Эпизод VI: Возвращение джедая                  | Star Wars: Episode VI — Return of the Jedi                           | Дарт Вейдер           | озвучка                     |
| 1984 | Границы города                                                 | City Limits                                                          | Альберт               |                             |
| 1984 | —                                                              | Why Mosquitoes Buzz in People’s Ears                                 | рассказчик            | короткометражный мультфильм |
| 1986 | Моисей                                                         | Moses                                                                | фараон                | короткометражный мультфильм |
| 1986 | Моя маленькая девочка                                          | My Little Girl                                                       | Айк Бейли             |                             |
| 1986 | Свой в доску                                                   | Soul Man                                                             | профессор Бэнкс       |                             |
| 1986 | Аллан Куотермейн и потерянный город золота                     | Allan Quatermain and the Lost City of Gold                           | Умслопогас            |                             |
| 1987 | Сады камней                                                    | Gardens of Stone                                                     | сержант Нелсон        |                             |
| 1987 | Мэтуон                                                         | Matewan                                                              | Джонсон «Мало Одёжки» |                             |
| 1987 | Пиноккио и Император Тьмы                                      | Pinocchio and the Emperor of the Night                               | Император Тьмы        | мультфильм; озвучка         |
| 1988 | Поездка в Америку                                              | Coming to America                                                    | король Джаффе Джоффер |                             |
| 1989 | Три беглеца                                                    | Three Fugitives                                                      | Дьюган                |                             |
| 1989 | Поле его мечты                                                 | Field of Dreams                                                      | Терренс Манн          |                             |
| 1989 | Лучшие из лучших                                               | Best of the Best                                                     | Фрэнк Кузо            |                             |
| 1989 | Охота на Снарка                                                | The Hunting of the Snark                                             | рассказчик            | мультфильм; озвучка         |
| 1990 | Охота за «Красным Октябрём»                                    | The Hunt for Red October                                             | адмирал Джеймс Грир   |                             |
| 1990 | Скорая помощь                                                  | The Ambulance                                                        | лейтенант Спенсер     |                             |
| 1990 | Мрачные сказки прерий                                          | Grim Prairie Tales: Hit the Trail                                    | Моррисон              |                             |
| 1990 | —                                                              | Terrorgram                                                           | воздаяние             | озвучка                     |
| 1991 | Южане                                                          | Scorchers                                                            | Медведь               |                             |
| 1991 | Заключённые                                                    | Convicts                                                             | Бен Джонсон           |                             |
| 1992 | Рамаяна: Легенда о царевиче Раме                               | Ramayana: The Legend of Prince Rama                                  | рассказчик            | мультфильм; озвучка         |
| 1992 | Игры патриотов                                                 | Patriot Games                                                        | адмирал Джеймс Грир   |                             |
| 1992 | Специальный агент Фредди                                       | Freddie as F.R.O.7.                                                  | рассказчик            | мультфильм; озвучка         |
| 1992 | Тихушники                                                      | Sneakers                                                             | мистер Бернард Эбботт |                             |
| 1992 | Второе пришествие                                              | The Second Coming                                                    | рассказчик            |                             |
| 1993 | Соммерсби                                                      | Sommersby                                                            | судья Айзекс          |                             |
| 1993 | Площадка                                                       | The Sandlot                                                          | мистер Мертл          |                             |
| 1993 | Чрезмерное насилие                                             | Excessive Force                                                      | Джейк                 |                             |
| 1993 | Велосипедист мечты                                             | Dreamrider                                                           | Уильям Перри          |                             |
| 1993 | Человек-метеор                                                 | The Meteor Man                                                       | Эрнест Мозес          |                             |
| 1994 | Голый пистолет 33⅓: Последний выпад                            | Naked Gun 33⅓: The Final Insult                                      | в роли самого себя    | не указан в титрах          |
| 1994 | Девственно чистая память                                       | Clean Slate                                                          | Джон Долби            |                             |
| 1994 | Король Лев                                                     | The Lion King                                                        | Муфаса                | мультфильм; озвучка         |
| 1994 | Прямая и явная угроза                                          | Clear and Present Danger                                             | адмирал Джеймс Грир   |                             |
| 1995 | —                                                              | Circle of Life: An Environmental Fable                               | Муфаса                | короткометражный мультфильм |
| 1995 | Джефферсон в Париже                                            | Jefferson in Paris                                                   | Мэдисон Хемингс       |                             |
| 1995 | Судья Дредд                                                    | Judge Dredd                                                          | рассказчик            | озвучка; не указан в титрах |
| 1995 | Два цвета времени                                              | Cry, the Beloved Country                                             | Стивен Кумало         |                             |
| 1995 | —                                                              | Who’s in Rabbit’s House?'                                            | рассказчик            | короткометражный мультфильм |
| 1996 | Семейное дело                                                  | A Family Thing                                                       | Рэй Мердок            |                             |
| 1996 | Желаю удачи                                                    | Good Luck                                                            | Джеймс Бинг           |                             |
| 1997 | Каспер: Начало                                                 | Casper: A Spirited Beginning                                         | Кибош                 | озвучка                     |
| 1997 | Преступные связи                                               | Gang Related                                                         | Артур Бейлор          |                             |
| 1998 | Основные цвета                                                 | Primary Colors                                                       | закадровый голос CNN  | озвучка                     |
| 1998 | Король Лев 2: Гордость Симбы                                   | The Lion King II: Simba’s Pride                                      | Муфаса                | мультфильм; озвучка         |
| 1999 | Наш друг, Мартин                                               | Our Friend, Martin                                                   | папа-король           | мультфильм; озвучка         |
| 1999 | Ангел под прикрытием                                           | Undercover Angel                                                     | судья                 |                             |
| 1999 | —                                                              | The Annihilation of Fish                                             | Фиш                   |                             |
| 2001 | —                                                              | On the Q.T.                                                          | Лео                   |                             |
| 2001 | Вознаграждение нашедшему                                       | Finder’s Fee                                                         | Эйвери Филлипс        |                             |
| 2001 | Волшебное Рождество у Микки                                    | Mickey’s Magical Christmas: Snowed in at the House of Mouse          | Санта-Клаус           | мультфильм; озвучка         |
| 2001 | Рождественская переменка: Чудо на Третьей улице                | Recess Christmas: Miracle on Third Street                            | Санта-Клаус           | мультфильм; озвучка         |
| 2004 | Девять рождественских псов                                     | Nine Dog Christmas                                                   | рассказчик            | мультфильм; озвучка         |
| 2005 | Роботы                                                         | Robots                                                               | голос в магазине      | мультфильм; озвучка         |
| 2005 | Пустырь 2                                                      | The Sandlot 2                                                        | мистер Мертл          |                             |
| 2005 | Звёздные войны. Эпизод III: Месть ситхов                       | Star Wars. Episode III. Revenge of the Sith                          | Дарт Вейдер           | озвучка; не указан в титрах |
| 2006 | Запасные игроки                                                | The Benchwarmers                                                     | Дарт Вейдер           | озвучка                     |
| 2006 | Очень страшное кино 4                                          | Scary Movie 4                                                        | рассказчик            | озвучка: не указан в титрах |
| 2006 | Клик: С пультом по жизни                                       | Click                                                                | рассказчик            | озвучка: не указан в титрах |
| 2008 | Добро пожаловать домой, Роско Дженкинс!                        | Welcome Home, Roscoe Jenkins                                         | папа Дженкинс         |                             |
| 2009 | —                                                              | La Premiere                                                          | рассказчик            | короткометражный фильм      |
| 2009 | Квантовый квест: Космическая одиссея                           | Quantum Quest: A Cassini Space Odyssey                               | профессор, адмирал    | озвучка                     |
| 2009 | Джек и бобовый стебель                                         | Jack and the Beanstalk                                               | великан               | озвучка                     |
| 2010 | Квантовый квест: Космическая одиссея                           | Quantum Quest: A Cassini Space Odyssey                               | адмирал               | мультфильм; озвучка         |
| 2011 | Star Tours. Аттракцион в студии Disney                         | Star Tours: The Adventures Continue                                  | Дарт Вейдер           | озвучка                     |
| 2013 | Подари мне убежище                                             | Gimme Shelter                                                        | Фрэнк Маккарти        |                             |
| 2014 | Этим утром в Нью-Йорке                                         | The Angriest Man in Brooklyn                                         | Рубен                 |                             |
| 2014 | Шофер мисс Дэйзи                                               | Driving Miss Daisy                                                   | Хоук                  |                             |
| 2016 | Изгой-один. Звёздные войны: Истории                            | Rogue One: A Star Wars Story                                         | Дарт Вейдер           | озвучка                     |
| 2018 | Предупредительный выстрел                                      | Warning Shot                                                         | Пендлтон              |                             |
| 2019 | Король Лев                                                     | The Lion King                                                        | Муфаса                | мультфильм; озвучка         |
| 2019 | Звёздные войны: Скайуокер. Восход                              | Star Wars: The Rise of Skywalker                                     | Дарт Вейдер           | озвучка                     |
| 2021 | Поездка в Америку 2                                            | Coming 2 America                                                     | Джаффе Джоффер        |                             |

### Телевидение
| Год       | Название на русском                       | Оригинальное название                                           | Роль                                        | Примечания                                                   |
| --------- | ----------------------------------------- | --------------------------------------------------------------- | ------------------------------------------- | ------------------------------------------------------------ |
| 1962      | Монитор                                   | Monitor                                                         | принц Марокко                               | документальный телесериал; эпизод: Stratford-On-The-Subway   |
| 1962—1964 | Защитники                                 | The Defenders                                                   | преподобный Харрис Бонэм / лейтенант Эндрюс | телесериал; 2 эпизода                                        |
| 1963      | —                                         | Look Up and Live                                                | Бук                                         | эпизод: Room for Death                                       |
| 1963      | Восток/Запад                              | East Side/West Side                                             | Джо Гудвин                                  | эпизод: Who Do You Kill?                                     |
| 1964      | —                                         | Channing                                                        | доктор Питер Кук                            | эпизод: Freedom Is a Lovesome Thing God Wot                  |
| 1966      | Направляющий свет                         | The Guiding Light                                               | доктор Джим Фрейзер                         | телесериал                                                   |
| 1966      | Как вращается мир                         | As the World Turns                                              | доктор Джерри Тернер                        | телесериал                                                   |
| 1966      | Доктор Килдер                             | Dr. Kildare                                                     | доктор Лу Раш                               | телесериал; 4 эпизода                                        |
| 1967—1968 | Тарзан                                    | Tarzan                                                          | Нерлан / шеф Белла                          | телесериал; 2 эпизода                                        |
| 1968      | Театр NET                                 | NET Playhouse                                                   | преподобный Риджли Вашингтон                | эпизод: Trumpets of the Lord                                 |
| 1969      | Полиция Нью-Йорка                         | N.Y.P.D.                                                        | Кэнди Латсен                                | телесериал; 2 эпизода                                        |
| 1974      | Кей                                       | The Cay                                                         | Тимоти                                      | телефильм                                                    |
| 1974      | Великие представления                     | Great Performances                                              | король Лир                                  | эпизод: King Lear                                            |
| 1975      | —                                         | The American Parade                                             | рассказчик                                  | мини-сериал; эпизод: Sojourner                               |
| 1975      | Инцидент с НЛО                            | The UFO Incident                                                | Барни Хилл                                  | телефильм                                                    |
| 1975      | —                                         | Vegetable Soup                                                  | рассказчик                                  | телесериал                                                   |
| 1977      | Иисус из Назарета                         | Jesus of Nazareth                                               | Бальтазар                                   | мини-сериал; эпизод: Part 1                                  |
| 1977      | —                                         | The Greatest Thing That Almost Happened                         | Моррис берд-младший                         | телефильм                                                    |
| 1978      | Звёздные войны: Праздничный спецвыпуск    | The Star Wars Holiday Special                                   | Дарт Вейдер                                 | телефильм; озвучка                                           |
| 1979      | Корни: Следующие поколения                | Roots: The Next Generations                                     | Алекс Хейли                                 | мини-сериал; эпизод: Part VII (1960—1967)                    |
| 1979      | Пол Робсон                                | Paul Robeson                                                    | Пол Робсон                                  | телефильм                                                    |
| 1979—1980 | Пэрис                                     | Paris                                                           | Вуди Пэрис                                  | телесериал; основная роль                                    |
| 1980      | Гайанская трагедия: История Джима Джонса  | Guyana Tragedy: The Story of Jim Jones                          | отец Дивайн                                 | телефильм                                                    |
| 1980      | Золотой миг: Олимпийская история любви    | The Golden Moment: An Olympic Love Story                        | Дейн Оливер                                 | телефильм                                                    |
| 1981      | —                                         | CBS Library                                                     | рассказчик                                  | эпизод: Misunderstood Monsters                               |
| 1982      | ABC Специально после школы                | ABC Afterschool Specials                                        | Гэбриел                                     | эпизод: Amy & the Angel                                      |
| 1983      | —                                         | Freedom to Speak                                                | Фредерик Дуглас / Мартин Лютер Кинг         | мини-сериал                                                  |
| 1984      | Война в Лас-Вегасе                        | The Vegas Strip War                                             | Джек Мадрид                                 | телефильм                                                    |
| 1985      | Убийства детей в Атланте                  | The Atlanta Child Murders                                       | мэр Уокер                                   | мини-сериал; основная роль                                   |
| 1985      | —                                         | Me and Mom                                                      | Лу Гарфилд                                  | телесериал; основная роль                                    |
| 1986      | —                                         | The Lone Star Kid                                               | н/д                                         | телефильм                                                    |
| 1986      | Театр волшебных историй                   | Faerie Tale Theatre                                             | Джинни / рассказчик                         | мультсериал; эпизод: Aladdin and His Wonderful Lamp; озвучка |
| 1987      | Путь на небеса                            | Highway to Heaven                                               | Гейб Уилсон                                 | эпизод: A Song of Songs                                      |
| 1987      | CBS Особенные школьные каникулы           | CBS Schoolbreak Special                                         | детектив Робб                               | эпизод: Soldier Boys                                         |
| 1987—1991 | —                                         | Mathnet                                                         | шеф Тед Грин                                | телесериал; 5 эпизодов                                       |
| 1987—1992 | —                                         | Square One TV                                                   | диктор / шеф Тед Грин                       | телесериал; 4 эпизодов                                       |
| 1988—1989 | Закон Лос-Анджелеса                       | L.A. Law                                                        | Ли Аткинс                                   | телесериал; 2 эпизода                                        |
| 1989      | Учитель номер 109                         | Teach 109                                                       | доктор Уилсон                               | короткометражный телефильм                                   |
| 1989      | —                                         | Saturday Night with Connie Chung                                | Вернон Джонс                                | эпизод: God’s Bad Boy                                        |
| 1989      | —                                         | American Playwrights Theater: The One-Acts                      | Уилли                                       | эпизод: Third and Oak: The Pool Hall                         |
| 1989      | —                                         | Long Ago and Far Away                                           | рассказчик                                  | эпизод: Noah’s Ark; озвучка                                  |
| 1990      | На рассвете                               | By Dawn’s Early Light                                           | Элис                                        | телефильм                                                    |
| 1990      | Последний рейс                            | Last Flight Out                                                 | Эл Топпинг                                  | телефильм                                                    |
| 1990      | Жаркая пора                               | Heat Wave                                                       | Джуниус Джонсон                             | телефильм                                                    |
| 1990      | Охотники за слоновой костью               | Ivory Hunters                                                   | инспектор Нкуру                             | телефильм                                                    |
| 1990—1991 | Пламя Гэбриела                            | Gabriel’s Fire                                                  | Гэбриел Берд                                | телесериал; основная роль                                    |
| 1990—1998 | Симпсоны                                  | The Simpsons                                                    | разные персонажи                            | мультсериал; 3 эпизода; озвучка                              |
| 1991—1992 | За и против                               | Pros and Cons                                                   | Гэбриел Берд                                | телесериал; основная роль                                    |
| 1992      | —                                         | Shelley Duvall’s Bedtime Stories                                | рассказчик                                  | мультсериал; эпизод: Millions of Cats; озвучка               |
| 1992      | Гарфилд и его друзья                      | Garfield and Friends                                            | Дьябло                                      | мультсериал; озвучка                                         |
| 1992      | Линкольн                                  | Lincoln                                                         | рассказчик                                  | озвучка                                                      |
| 1993      | Специальные предложения на выходные       | ABC Weekend Specials                                            | н/д                                         | эпизод: The Parsley Garden                                   |
| 1993      | Улица Сезам                               | Sesame Street                                                   | лемминг #30                                 | эпизод: Episode #24.115; озвучка                             |
| 1993      | Перси и «Гром»                            | Percy & Thunder                                                 | Перси                                       | телефильм                                                    |
| 1993      | Закон и порядок                           | Law & Order                                                     | Хорас Маккой                                | эпизод: Profile                                              |
| 1993      | Американский театр                        | American Playhouse                                              | старик Тейлор                               | эпизод: Hallelujah                                           |
| 1994      | —                                         | The Vernon Johns Story                                          | Вернон Джонс                                | телефильм                                                    |
| 1994      | Два лица зла                              | Confessions: Two Faces of Evil                                  | Чарльз Ллойд                                | телефильм                                                    |
| 1994      | Застава фехтовальщиков                    | Picket Fences                                                   | Брайант Томас                               | эпизод: System Down                                          |
| 1994      | Лоис и Кларк: Новые приключения Супермена | Lois & Clark: The New Adventures of Superman                    | Франклин Стерн                              | эпизод: The House of Luthor                                  |
| 1994      | —                                         | Bah, Humbug!: The Story of Charles Dickens' «A Christmas Carol» | рассказчик / Эбенизер Скрудж                | телефильм                                                    |
| 1995      | Знамения и чудеса                         | Signs and Wonders                                               | Даймонд                                     | телесериал; основная роль                                    |
| 1995      | Под одной крышей                          | Under One Roof                                                  | Неб Лэнгстон                                | телесериал; основная роль                                    |
| 1995      | Сказочные истории для всех детей          | Happily Ever After: Fairy Tales for Every Child                 | король Даккар                               | мультсериал; эпизод: The Valiant Little Tailor; озвучка      |
| 1995      | Люди: Музыкальный праздник                | People: A Musical Celebration                                   | рассказчик                                  | телевизионный мультфильм; озвучка                            |
| 1996      | Третья планета от Солнца                  | 3rd Rock from the Sun                                           | рассказчик                                  | телесериал; 19 эпизодов; не указан в титрах                  |
| 1996      | Возвращение: Легенда Эрла «Козла» Маниго  | Rebound: The Legend of Earl «The Goat» Manigault                | доктор Макдаффи                             | телефильм                                                    |
| 1996      | У времени в плену                         | Timepiece                                                       | Лоуренс                                     | телефильм                                                    |
| 1997      | Прикосновение ангела                      | Touched by an Angel                                             | Ангел ангелов                               | эпизод: Clipped Wings                                        |
| 1997      | Фрейзер                                   | Frasier                                                         | Норман Ройстер                              | эпизод: Roz’s Krantz & Gouldenstein Are Dead                 |
| 1997      | Заговор против Америки                    | The Second Civil War                                            | Джим Калла                                  | телефильм                                                    |
| 1997      | —                                         | Alone                                                           | Грей                                        | телефильм                                                    |
| 1997      | Звёздные врата: SG-1                      | Stargate SG-1                                                   | Унас                                        | эпизод: Thor’s Hammer; озвучка                               |
| 1997      | Убойный отдел                             | Homicide: Life on the Street                                    | Феликс Уилсон                               | телесериал; 3 эпизода                                        |
| 1997      | Что слышал глухой человек                 | What the Deaf Man Heard                                         | Арчибальд Такер                             | телефильм                                                    |
| 1998      | Великий Мерлин                            | Merlin                                                          | горный король                               | мини-сериал; 2 эпизода; озвучка                              |
| 1998      | Переменка                                 | Recess                                                          | Санта-Клаус                                 | мультсериал; 2 эпизода; озвучка                              |
| 1999      | Рыбалка на исходе лета                    | Summer’s End                                                    | доктор Уильям «Билл» Блейкли                | телефильм                                                    |
| 1999      | Санта и Пит                               | Santa and Pete                                                  | дедушка Николас                             | телефильм                                                    |
| 2001      | Праздник всех святых                      | The Feast of All Saints                                         | старый Марсель                              | телефильм                                                    |
| 2003—2004 | Любовь вдовца                             | Everwood                                                        | Уилл Кливленд                               | телесериал; 3 эпизода                                        |
| 2004      | Как сказал Джим                           | According to Jim                                                | голос роял-флэша                            | эпизод: The Toilet; озвучка                                  |
| 2005      | Читальня                                  | The Reading Room                                                | Уильям                                      | телефильм                                                    |
| 2008      | Два с половиной человека                  | Two and a Half Men                                              | в роли самого себя                          | эпизод: The Devil’s Lube                                     |
| 2009      | Доктор Хаус                               | House, M.D.                                                     | Дибала                                      | эпизод: The Tyrant                                           |
| 2009      | Магическая семерка                        | The Magic 7                                                     | пятипалый                                   | телевизионный мультфильм; озвучка                            |
| 2014      | Теория Большого взрыва                    | The Big Bang Theory                                             | в роли самого себя                          | эпизод: The Convention Conundrum                             |
| 2014—2016 | Звёздные войны: Повстанцы                 | Star Wars Rebels                                                | Дарт Вейдер                                 | мультсериал; 4 эпизода; озвучка                              |
| 2015      | Агент Икс                                 | Agent X                                                         | Калеб Торн                                  | телесериал; 2 эпизода                                        |
| 2015      | Хранитель Лев: Герои саванны              | The Lion Guard: Return of the Roar                              | Муфаса                                      | телевизионный мультфильм; озвучка                            |
| 2022      | Оби-Ван Кеноби                            | Obi-Wan Kenobi                                                  | Дарт Вейдер                                 | мини-сериал; 4 эпизода                                       |

### Игры
| Год  | Название                                  | Роль                      | Примечания                  |
| ---- | ----------------------------------------- | ------------------------- | --------------------------- |
| 1992 | Columbus: Encounter, Discovery and Beyond | рассказчик                |                             |
| 1994 | Under a Killing Moon                      | Небесный частный детектив |                             |
| 1994 | Animated StoryBook: The Lion King         | Муфаса                    |                             |
| 1997 | Monopoly Star Wars                        | Дарт Вейдер               |                             |
| 1999 | Command & Conquer: Tiberian Sun           | генерал Джеймс Соломон    |                             |
| 2000 | The Lion King: Simba's Mighty Adventure   | Муфаса                    |                             |
| 2005 | Kingdom Hearts II                         | Муфаса                    | Архивные записи мультфильма |
| 2007 | Lego Star Wars: The Complete Saga         | Дарт Вейдер               |                             |
| 2025 | Fortnite                                  | ИИ Дарт Вейдер            |                             |

## Награды и номинации
Джеймс Эрл Джонс является обладателем ЭГОТ («Эмми», «Грэмми», «Оскар», «Тони»), однако «Оскар» он не выиграл, а получил почётную премию.
| Награда                        | Год  | Категория                                                       | Название работы        | Результат |
| ------------------------------ | ---- | --------------------------------------------------------------- | ---------------------- | --------- |
| Оскар                          | 1971 | Лучшая мужская роль                                             | Большая белая надежда  | Номинация |
| Оскар                          | 2012 | За выдающиеся заслуги в кинематографе                           | н/д                    | Победа    |
| Золотой глобус                 | 1971 | Лучшая мужская роль в драматическом кинофильме                  | Большая белая надежда  | Номинация |
| Золотой глобус                 | 1971 | За лучший дебют актёра                                          | Большая белая надежда  | Победа    |
| Золотой глобус                 | 1975 | Лучшая мужская роль в комедии или мюзикле                       | Клодин                 | Номинация |
| Золотой глобус                 | 1991 | Лучшая мужская роль в драматическом телесериале                 | Пламя Гэбриела         | Номинация |
| Золотой глобус                 | 1992 | Лучшая мужская роль в драматическом телесериале                 | За и против            | Номинация |
| Прайм-таймовая премия «Эмми»   | 1964 | Лучшая мужская роль в мини-сериале или телефильме               | Восток/Запад           | Номинация |
| Прайм-таймовая премия «Эмми»   | 1990 | Лучшая мужская роль второго плана в мини-сериале или телефильме | На рассвете            | Номинация |
| Прайм-таймовая премия «Эмми»   | 1991 | Лучшая мужская роль второго плана в мини-сериале или телефильме | Жаркая пора            | Победа    |
| Прайм-таймовая премия «Эмми»   | 1991 | Лучшая мужская роль в драматическом телесериале                 | Пламя Гэбриела         | Победа    |
| Прайм-таймовая премия «Эмми»   | 1994 | Лучший приглашённый актёр в драматическом телесериале           | Застава фехтовальщиков | Номинация |
| Прайм-таймовая премия «Эмми»   | 1995 | Лучшая мужская роль второго плана в драматическом телесериале   | Под одной крышей       | Номинация |
| Прайм-таймовая премия «Эмми»   | 1997 | Лучший приглашённый актёр в комедийном телесериале              | Фрейзер                | Номинация |
| Прайм-таймовая премия «Эмми»   | 2004 | Лучший приглашённый актёр в драматическом телесериале           | Любовь вдовца          | Номинация |
| Премия Гильдии киноактёров США | 1996 | Лучшая мужская роль                                             | Два цвета времени      | Номинация |
| Премия Гильдии киноактёров США | 2009 | За вклад в кинематограф                                         | н/д                    | Победа    |
| Независимый дух                | 1988 | Лучшая мужская роль второго плана                               | Мэтуон                 | Номинация |
| Тони                           | 1969 | Лучшая мужская роль в пьесе                                     | Большая белая надежда  | Победа    |
| Тони                           | 1987 | Лучшая мужская роль в пьесе                                     | Ограды                 | Победа    |
| Тони                           | 2005 | Лучшая мужская роль в пьесе                                     | На золотом пруду       | Номинация |
| Тони                           | 2012 | Лучшая мужская роль в пьесе                                     | Самый достойный        | Номинация |

## Заметки
1. ↑  Информация приписывается множественным источникам:[60][61][62][63][64][65][66][67][68][69][70]